# 扎哈里夫齊
49°31′40″N 26°43′21″E / 49.52778°N 26.72250°E
扎哈里夫齊（烏克蘭語：Захарівці）是位於烏克蘭西部的村莊，由赫梅利尼茨基州裡赫梅利尼茨基區的黑奧斯特里夫市鎮負責管轄。該村面積2.31平方公里，海拔高度291米，2015年人口463，人口密度每平方公里200.4人。